# Ałtajska Akademia Ekonomiki i Prawa (instytut)
Ałtajska Akademia Ekonomiki i Prawa (instytut) (ros. Алтайская академия экономики и права (институт) (ААЭП)) – rosyjska niepaństwowa uczelnia wyższa w Barnaule.
Uczelnia powstała w 1993; wykłady prowadzi 132 naukowców, w tym 6 profesorów; stanowisko rektora sprawuje Leonid Tien.

## Źródła zewnętrzne
- Strona internetowa uczelni. aael.altai.ru. [zarchiwizowane z tego adresu (2017-05-16)]..